# Turtur tympanistria
La paloma tamborilera o palomita tamborilera (Turtur tympanistria) es una especie de ave columbiforme de la familia Columbidae propia del África subsahariana.

## Descripción
La palomita tamborilera es una paloma pequeña y rechoncha que suele medir alrededor de 22 cm de largo. El macho tiene las partes inferiores, la frente y laterales del rostro blancos y las partes superiores pardas, con el píleo grisáceo y manchas moradas en las alas. La parte inferior de su cola también es parda. Presenta una lista loral negra y una mancha negruzca tras el ojo. Su anillo ocular y patas son de color rojizo violáceo, y su pico es morado. Al desplegar las alas muestra en su parte inferior las primarias de color castaño.
La hembra tienen un plumaje menos llamativo, solo blanco solo el vientre, siendo su capeza y pecho parduzcos. Los juveniles se parecen a las hembras aunque con veteado castaño en pecho, espalda y flancos. 
Su canto es un persistente y repetitivo du-du-du-du-du, al que debe su nombre.

## Distribución y hábitat
Se encuentra en los bosques densos y selvas de África al sur del Sahel. Se extiende desde Senegal hasta Etiopía y Kenia por el este y llega hasta el sureste de Sudáfrica, estando ausente solo en las zonas más secas del África austral. También hay una población en las islas Comoras. Además de los bosques naturales se encuentra en las plantaciones de cacao, caucho y ricino.

## Comportamiento
La palomita tamborilera tiene un vuelo rápido y ágil, y suele volar bajo cuando huye. Generalmente es un ave solitaria, pero también puede avistarse en grupos familiares o asociada con las palomas caripálidas. Es de hábitos bastante terrestres, y generalmente se alimenta en el suelo de semillas y frutos, aunque ocasionalmente también consume insectos y otros pequeños invertebrados. 
La palimita tamborilera construye construye un nido frágil de palitos situado entre los matorrales o las lianas. La hembra suele poner dos huevos de color crema. Aunque la hembra suele realizar la mayor parte de la incubación, ambos sexos se encargan de la tarea. Los huevos eclosianan a los 13 días, y los polluelos tardan otros 13–14 días. Los polluelos son alimentados mediante regurgitación.